# 大野屋總本店
有限会社大野屋總本店（おおのや そうほんてん、登記社名: 有限会社大野屋総本店）は、東京都中央区新富に店を構える、足袋や肌着、和装雑貨の製造・販売専門店。200年以上の歴史を誇り、歌舞伎役者などを顧客に抱える老舗足袋メーカー。

## 概要
創業は安永年間（1772〜1780年）で初代・福島美代吉が三田に装束仕立屋を開いたことに始まる。創業時は主に腹掛けや股引などを扱う仕立屋だった。
嘉永二年（1849年）に新富町に移転した後は足袋が主力商品となった。
市川團十郎といった歌舞伎役者、また舞踊家、能役者、茶道家や演歌歌手などを顧客に持ち、既成品からオーダーメイドで採寸から仕上げまでを行う特別誂え品の足袋などを扱う。
5代目の福島福太郎（1904-1969年）が開発した底の幅を細くした足袋が「新富形」で、足がすっきりとみえることから多くの役者や芸者さんに愛用されるようになった。

## 商品
- 足袋（細・柳・梅・牡丹など、巾の太さや甲の高さにバリエーションがあるのが特徴）
- 和装肌着
- ガーゼの寝巻
- パジャマ
- 湯上り
- ハンカチ など

## アクセス・営業時間
- 営業時間：9:00〜17:30
- 定休日：土曜日、日曜日、祝日
- 最寄り駅：東京メトロ有楽町線新富町駅(2番出口)